# Il delitto di via Poma
Il delitto di via Poma è un film per la televisione italiano del 2011, andato in onda su Canale 5 ed è ispirato alla tragica vicenda dell'assassinio di Simonetta Cesaroni, altrimenti detto "Delitto di via Carlo Poma", avvenuto a Roma il 7 agosto 1990.

## Trama
Il 7 agosto 1990, a Roma, Simonetta Cesaroni viene uccisa con 29 colpi di arma da taglio negli uffici dell'Aiag in via Poma 2 nel quartiere Della Vittoria. Niccolò Montella indaga sull'omicidio. L'ispettore cerca di trovare il bandolo della matassa ascoltando e interrogando Paola, sorella di Simonetta, Pietrino Vanacore, il portiere dell'edificio morto suicida nel 2010, e il fidanzato Raniero Busco, condannato in primo grado a 24 anni di carcere ma assolto definitivamente in cassazione.

## Ascolti
| Messa in onda   | Telespettatori | Share  |
| --------------- | -------------- | ------ |
| 6 dicembre 2011 | 3.882.000      | 14,71% |